# Armored Core: Last Raven
Armored Core: Last Raven (アーマード・コア ラストレイヴン?, Āmādo Koa: Rasuto Reivun) è un videogioco pubblicato dalla Agetec nel 2005 per PlayStation 2 e nel 2010 per PlayStation Portable, parte della serie di videogiochi Armored Core.